# Кокорино (Пермский край)
Кокорино — деревня в составе Соликамского городского округа в Пермском крае.

## Географическое положение
Деревня расположена примерно в 10 километрах по прямой на северо-восток от северной оконечности города Соликамск.

## Климат
Климат умеренно континентальный с холодной зимой, продолжительностью около 5 месяцев, и тёплым коротким летом. Среднегодовая температура воздуха 0,7 °C. Среднемесячная самого холодного месяца (января) −16,2 °C, самый тёплый июль +17,2 °C. Первые осенние заморозки наступают во второй декаде сентября, в отдельные годы первый заморозок может наступить в третьей декаде августа. Последние заморозки прекращаются в третьей декаде мая, иногда в первой декаде июня. Продолжительность безморозного периода в среднем составляет 117 дней. Образование устойчивого снежного покрова происходит в среднем, в I декаде ноября, в отдельные годы во II декаде октября. Средняя высота снежного покрова 62 см. Разрушение устойчивого снежного покрова отмечается, в среднем, во второй декаде апреля.

## История
Деревня основана в 1659 году неким Михаилом Яковлевым сыном Кокорина. К середине 19 века здесь стояли 31 двор, 30 амбаров, 25 погребов, 26 бань, 1 кузница, а также 1 мельница. в 30-х годах прошлого столетия в деревне был организован колхоз имени Сталина, преобразованный потом в Кокоринское отделение совхоза Соликамский. В середине 20 века здесь находились начальная школа, медицинский и ветеринарный пункт, детский сад, молодёжный клуб и даже пионерский лагерь. Также здесь построили молочно-товарную ферму на 200 голов, птицеферму и машино-тракторный парк, конный двор и пасеку, указанные объекты были позднее вывезены в село Тохтуева. До 2019 года село входило в Тохтуевское сельское поселение Соликамского района, после его упразднения стало рядовым населённым пунктом Соликамского городского округа.

## Население
| 2010 |
| ---- |
| 4    |

Постоянное население составляло 6 человек (100 % русские) в 2002 году, 4 человека в 2010 году.